# SN 2006ou
SN 2006ou – supernowa typu Ia odkryta 22 listopada 2006 roku w galaktyce UGC 6588. W momencie odkrycia miała maksymalną jasność 16,00m.